# Kevin Holness
Kevin Holness (Kingston, Jamaica, 25 de septiembre de 1971) es un exfutbolista y entrenador de fútbol de Canadá nacido en Jamaica que jugaba en la posición de centrocampista. Actualmente es el entrenador del FC Regina.

## Carrera

### Club
| Periodo   | Club                           |
| --------- | ------------------------------ |
| 1989–1992 | Winnipeg Fury                  |
| 1993      | Toronto Blizzard               |
| 1994–1997 | Montreal Impact                |
| 1995–1996 | Wichita Wings                  |
| 1996–1997 | Toronto Shooting Stars         |
| 1996–2001 | Edmonton Drillers              |
| 1997–1999 | → Toronto Lynx (cedido)        |
| 2000      | → Vancouver 86ers (cedido)     |
| 2001      | → Vancouver Whitecaps (cedido) |

### Selección nacional
A nivel de selecciones menores representó a Canadá en la Copa Mundial de Fútbol Sub-16 de 1987 en Canadá donde también jugaron Paul Peschisolido y Carl Fletcher.
Su primer partido internacional con Canadá fue en mayo de 1995 por la Canada Cup ante Irlanda del Norte. Jugó nueve partidos internacionales y anotó dos goles, ambos ante Honduras por la Copa de Oro de la Concacaf 1996. Su último partido internacional lo jugó en junio de 1996 ante Costa Rica en un partido amistoso.

### Entrenador
| Periodo   | Club                   |
| --------- | ---------------------- |
| 2007-2008 | Saskatoon Accelerators |
| 2017-     | FC Regina              |

## Logros
- Canada Soccer President's Award: 2016